# Cinema of Transgression
Cinema of Transgression is een underground filmgenre. 
De term is bedacht door cult-filmmaker Nick Zedd in 1985 om een filmbeweging uit hoofdzakelijk New York te beschrijven. Zedd publiceerde  het Cinema of Transgression Manifesto, waarin hij de kernwaarden van de stroming vastlegde. De term transgressief staat voor het overschrijden van grenzen van de algemene mores. De films vertonen veel subversief pervers geweld, dood, seks, pornografie, verderf en parafiliën. De groep filmartiesten hanteerden het DIY-principe en filmden en acteerden zelf in elkaars films. Er werd doorgaans geschoten met 8mm-camera's. Men spreekt ook weleens van No Wave Cinema, wat vrijwel gelijk is aan dit genre en refereert aan de muzikale No Wave-beweging, waar veel van de artiesten nauw bij betrokken waren.
Een groep geestverwante kunstenaar gebruikten choquerende en zwartgallig humoristische elementen in hun werk. Centraal in de beweging staan Zedd zelf en artiesten als Kembra Pfahler, Casandra Stark, Beth B, Tommy Turner, Richard Kern en Lydia Lunch. Richard Kern werd de bekendste artiest van de beweging en maakte ook video's voor de Butthole Surfers en Sonic Youth.
Llik your idols is een documentaire over the Cinema of Transgression.
In navolging van de Cinema of Transgression, werd de term transgressief ook overgenomen voor andere vormen van kunst, zoals fotografie (Richard Kern en de Nederlandse Erwin Olaf), literatuur (Lisa Crystal Carver, J.G. Ballard), performancekunst (GG Allin, Lydia Lunch).